# Glyptotendipes gripekoveni
Glyptotendipes gripekoveni är en tvåvingeart som först beskrevs av Jean-Jacques Kieffer 1913.  I den svenska databasen Dyntaxa används istället namnet Glyptotendipes cauliginellus. Glyptotendipes gripekoveni ingår i släktet Glyptotendipes och familjen fjädermyggor. Arten är reproducerande i Sverige. Inga underarter finns listade i Catalogue of Life.